# (58573) Serpieri
(58573) Serpieri est un astéroïde de la ceinture principale.

## Description
(58573) Serpieri est un astéroïde de la ceinture principale. Il fut découvert le 9 septembre 1997 à Pianoro par Vittorio Goretti. Il présente une orbite caractérisée par un demi-grand axe de 2,36 UA, une excentricité de 0,26 et une inclinaison de 1,0° par rapport à l'écliptique.

## Compléments